# Hilprecht-Sammlung
Die Hilprecht-Sammlung Vorderasiatischer Altertümer, auch Frau Professor Hilprecht Collection of Babylonian Antiquities, kurz Keilschrift-Sammlung, ist eine Sammlung archäologischer Fundstücke aus Vorderasien am Institut für Sprachen und Kulturen des Vorderen Orients der Friedrich-Schiller-Universität Jena. Sie umfasst heute etwa 3300 Exponate, davon etwa 3000 Keilschrifttexte fast aller Epochen und Textgattungen aus einem Zeitraum von annähernd 3000 Jahren.
Die Sammlung stammt hauptsächlich aus dem Nachlass des deutsch-amerikanischen Professors für Assyriologie und Archäologie Hermann Volrath Hilprecht. Bekanntestes Exponat ist der Stadtplan von Nippur aus der Mitte des 2. Jahrtausends v. Chr., der als der bislang älteste überlieferte Stadtplan der Menschheit gilt. Nach dem Vorderasiatischen Museum in Berlin ist die Hilprecht-Sammlung in Deutschland die umfangreichste Sammlung ihrer Art.

## Geschichte
Ein Großteil der Exponate stammt von den Ausgrabungsreisen Hilprechts. Hilprecht, der damals Professor für Assyriologie in Philadelphia war, nahm 1889 an den ersten Ausgrabungen in Nippur, einer der bedeutendsten Städte des Alten Mesopotamien (heute Irak), teil. In den folgenden Jahren war er Mitglied des wissenschaftlichen Komitees in Philadelphia und wirkte bei zwei weiteren Ausgrabungen in Nippur sowie in Konstantinopel mit. 1898 bis 1900 war er Leiter der vierten Ausgrabungsexpedition nach Nippur.
Nach Hilprechts Tod 1925 wurde, gemäß seinem letzten Willen, die Sammlung der Friedrich-Schiller-Universität Jena vermacht und zur Erinnerung an seine erste Frau „Frau Professor Hilprecht Collection of Babylonian Antiquities“ benannt. Später erfolgte die Umbenennung in „Frau Professor Hilprecht Sammlung Babylonischer Altertümer“ und „Hilprecht-Sammlung Vorderasiatischer Altertümer“.
1932/33 wurde die Sammlung um Hilprechts schriftlichen Nachlass aus dem Besitz seiner Schwester erweitert. Anbei befanden sich ebenfalls seine Abrollungen altorientalischer Siegel sowie islamische Fayencen-Fliesen.
Der Hilprecht Sammlung wurden weitere Stücke zugefügt. Der Botaniker Heinrich Carl Haussknecht ergänzte Exponate, die er auf seinen Reisen erworben hatte. Auch der Orientalist Arthur Ungnad fügte weitere Stücke hinzu.

## Digitalisierung mit bildgebenden Verfahren
Erste Versuche zur Digitalisierung der Sammlung wurden Mitte der 1990er Jahre unternommen. Dafür wurden Holografien von Tafeln erstellt und versucht Keile mit Hilfe eines neuronalen Netzes zu erkennen. Diese Arbeiten vom Labor für Biophysik am Institut für Experimentelle Audiologie der Universität Münster in Kooperation mit dem Labor für Kohärente Optik der Humboldt-Universität, Berlin durchgeführt und von dem Marburger Altorientalisten Walter Sommerfeld betreut.
In den Jahren 1999–2000 wurde ein Teil der Exponate – die ältesten aus dem 4.-3. Jahrtausend v. Chr. – der Hilprecht-Sammlung mit einem Flachbettscanner erfasst. Diese sind in dem Portal Cuneiform Digital Library Initiative (CDLI) öffentlich zugängig. An dieser ersten Digitalisierung waren die University of California (Los Angeles), die University of Oxford und das Max-Planck-Institut für Wissenschaftsgeschichte beteiligt.
In einem zweiten Projekt, wurde ab 2009 ein 3D-Scanner genutzt um der technischen Entwicklung Rechnung zu tragen. Die treibenden Kräfte hier waren Manfred Krebernik, der als Lehrstuhlinhaber für Altorientalistik an der FSU-Jena zugleich die Aufsicht über die Sammlung hat, und Peter Damerow vom MPI für Wissenschaftsgeschichte. Das MPI hat dafür einen hoch-auflösenden 3D-Scanner zur Verfügung gestellt. Damit werden ca. 3000 Objekte der Sammlung dreidimensional dokumentiert. Aktuell (Stand Juni 2018) sind bereits ca. 2500 Objekte als 3D-Modell erfasst. Davon waren knapp 2000 über das Hilprecht Archiv Online unter der CC-BY-Lizenz abrufbar, bis der Server 2024 abgeschaltet wurde. Nach Abschluss des Projekts sollte die Sammlung der Öffentlichkeit zugänglich gemacht werden. Dies ist nicht geschehen.

### Frei zugängliche und nutzbare 3D-Modelle in Heidelberg
Die 1977 verfügbaren 3D-Modelle wurden mit dem GigaMesh Software Framework bereinigt, orientiert, gefiltert und mit einer sehr kontrastreichen Textur versehen. Davon wurden normierte hoch-auflösende Seitenansichten als PNG gerendert und als fat cross in einem PDF zusammengeführt. Hinzu kommen berechnete Metadaten wie Abmessungen, Fläche oder Volumen. Für 707 Datensätze konnten automatisch Einträge in der CDLI gefunden und als Metadaten ergänzt werden. Alle überarbeiteten Tafeln und deren Ansichten sind als Benchmarkdatenbank (HeiCuBeDa) und als Bilddatenbank inklusive metadatenbehafter 3D-Daten (HeiCu3Da) verfügbar. Aufbauend auf diesen Datenpublikationen wurde der Mainz Cuneiform Benchmark Dataset for the Hilprecht Collection (MaiCuBeDa) erstellt in dem die Keilschriftzeichen auf den 3D-Renderings des HeiCuBeDa enthalten sind. Diesem Beispiel folgend entstehen weitere freie Datensätze die ebenfalls Annotationen enthalten.